# Matthias Pacht
Matthias Pacht (* 1968 in Karlsruhe) ist ein deutscher Drehbuchautor.

## Leben
Nach seinem Drehbuchstudium an der Filmakademie Baden-Württemberg (1997–2002) erhielt Matthias Pacht 2005 ein Stipendium für einen Aufenthalt in der Künstlerresidenz Villa Aurora in Los Angeles.
Zusammen mit Sven Taddicken schrieb er das Skript zu dem Kurzfilm Schäfchen zählen, der im Jahre 2000 für die Student Academy Awards nominiert wurde. Die Verfilmung seines Debütdrehbuches Mein Bruder der Vampir wurde auf vielen Festivals gezeigt und gewann nationale wie internationale Auszeichnungen.
Neben Drehbüchern für die TV-Serien Tatort und Polizeiruf 110 verfasste er die Vorlagen zu den Kinofilmen Das wahre Leben (2006) oder 12 Meter ohne Kopf (2009). Zuletzt schrieb Matthias Pacht die Drehbücher zu den Literaturverfilmungen Die kleine Hexe (2018), Der Räuber Hotzenplotz (2022) und, gemeinsam mit Alex Buresch, Jugend ohne Gott (2017).
Für das Drehbuch zu dem Kinofilm Das wahre Leben erhielt Matthias Pacht zusammen mit Alex Buresch 2004 den Thomas Strittmatter Drehbuchpreis, 2007 den Preis der deutschen Filmkritik und 2009 den Adolf-Grimme-Preis.
Als Headautor und Autor zeichnet Matthias Pacht zusammen mit Korbinian Dufter für die TV-Serie Neue Geschichten vom Pumuckl verantwortlich.
Matthias Pacht unterrichtet Drehbuch an der Filmakademie Baden-Württemberg. Er ist Mitglied der Deutschen Filmakademie und lebt in Berlin.

## Filmografie
- 1998: Dinner (Kurzfilm)
- 1999: Schäfchen zählen (Kurzfilm)
- 2000: Endstation: Paradies (Kurzfilm)
- 2001: Mein Bruder der Vampir (Kinofilm)
- 2002: Der Rattenkönig (Fernsehfilm)
- 2003: September – Episode: Helden (Kinofilm)
- 2006: Das wahre Leben (Kinofilm)
- 2006: Rabenbrüder (Fernsehfilm)
- 2008: Einer bleibt sitzen (Fernsehfilm)
- 2008: Polizeiruf 110: Rosis Baby (Fernsehreihe)
- 2009: 12 Meter ohne Kopf (Kinofilm)
- 2010: Go West – Freiheit um jeden Preis (Fernsehzweiteiler)
- 2012: Polizeiruf 110: Fieber (Fernsehreihe)
- 2014: Tatort: Der Wüstensohn (Fernsehreihe)
- 2016: Polizeiruf 110: Und vergib uns unsere Schuld (Fernsehreihe)
- 2017: Jugend ohne Gott (Kinofilm)
- 2017: Papa Moll und die Entführung des fliegenden Hundes (Kinofilm)
- 2017: Willkommen bei den Honeckers (Fernsehfilm)
- 2018: Die kleine Hexe (Kinofilm)
- 2019: Tatort: Die ewige Welle (Fernsehreihe)
- 2021: Tatort: Wunder gibt es immer wieder (Fernsehreihe)
- 2022: Der Räuber Hotzenplotz (Kinofilm)
- 2023: Neue Geschichten vom Pumuckl (Staffel 1, TV-Serie, 13 Folgen, Headautor)
- 2024: Neue Geschichten vom Pumuckl (Staffel 2, TV-Serie, 13 Folgen, Headautor)
- 2024: Pumuckl und das große Missverständnis (Kinofilm)

## Auszeichnungen
- 2002: Filmfestival Max Ophüls Preis – Publikumspreis für Mein Bruder der Vampir
- 2002: International Film Festival Rotterdam – FIPRESCI-Preis für Mein Bruder der Vampir
- 2004: Thomas Strittmatter Drehbuchpreis für Das wahre Leben
- 2008: Preis der deutschen Filmkritik in der Kategorie Bestes Drehbuch für Das wahre Leben
- 2009: Adolf-Grimme-Preis für Das wahre Leben
- 2009: Adolf-Grimme-Preis Nominierung für Polizeiruf 110: Rosis Baby
- 2009: Robert-Geisendörfer-Preis für Polizeiruf 110: Rosis Baby
- 2011: Deutscher Fernsehpreis Nominierung bester Mehrteiler für Go West – Freiheit um jeden Preis
- 2017: Grimme-Preis Nominierung für Polizeiruf 110: Und vergib uns unsere Schuld
- 2018: Deutscher Filmpreis Nominierung in der Kategorie Bester Kinderfilm für Die kleine Hexe
- 2018: Gilde-Filmpreis Bester Kinderfilm Die kleine Hexe
- 2018: Kindertiger Nominierung in der Kategorie Bestes Drehbuch für Die kleine Hexe
- 2022: Filmfest München Publikumspreis Bester Kinderfilm für Der Räuber Hotzenplotz
- 2023: Deutscher Filmpreis Nominierung in der Kategorie Bester Kinderfilm für Der Räuber Hotzenplotz
- 2023: Filmfest München Publikumspreis Bester Kinderfilm für Neue Geschichten vom Pumuckl
- 2024: Grimme-Preis Nominierung für Neue Geschichten vom Pumuckl
- 2024: Deutscher Fernsehpreis Nominierung in der Kategorie Beste Comedy-Serie für Neue Geschichten vom Pumuckl
- 2024: Robert-Geisendörfer-Preis für Neue Geschichten vom Pumuckl
- 2024: Bayerischer Fernsehpreis Beste Produktion Neue Geschichten vom Pumuckl